# Ardisia alyxiifolia
Ardisia alyxiifolia är en viveväxtart som beskrevs av Ying Tsiang och Chieh Chen. Ardisia alyxiifolia ingår i släktet Ardisia och familjen viveväxter. Inga underarter finns listade i Catalogue of Life.